# آکیوچوا
آکیوچوا (به اسپانیایی: Aquichua) یک کوه در پرو است که در Peru, Cusco Region واقع شده‌است. آکیوچوا ۵٬۳۰۰ متر بالاتر از سطح دریا واقع شده‌است.